# Пік Королеви Марії
Пік Королеви Марії (англ. Queen Mary's Peak,  37°6′38″ пд. ш. 12°17′17″ зх. д. / 37.11056° пд. ш. 12.28806° зх. д.) — найвища гора у південній частині Атлантичного океану, на острові Тристан-да-Кунья. 

## Географія
Відносна і абсолютна висота гори — 2062 метри (6765 футів) — це найвища точка всіх Британських заморських територій і Південної Атлантики. ЇЇ вік — 140—156 тисяч років. Пік належить до щитових вулканів. 
Вершину було названо на честь герцогині Марії Текської. 
На вершині гори знаходиться кратер вулкана, у ньому озеро серцеподібної форми розміром приблизно 90 на 70 метрів. Озеро зазвичай замерзає взимку, а верхні схили вулкана вкриті снігом. Задокументоване виверження вулкана було у жовтні 1961 року. Лава лилась на північну частину острова. Виверження закінчилося в 1962 році. Було також виверження у 2004 році, яке сталося під водою, оскільки на острові Тристан-да-Куньї відбувся землетрус.
Перша задокументована спроба сходження на пік відбулася у 1793 року: тоді вершину намагався підкорити французький натураліст Луї Марі Обер Дю Петі-Туар, але невдало. Проте під час цієї експедиції було зібрано та каталогізовано сотні рослин. Гора була підкорена на початку 1817 року. Нині підкорення Піка Королеви Марії займає 5-10 годин з обов'язковою наявністю провідника.

## Життя поруч з вулканом
Острів Тристан да Кунья знаходиться у південній частині Атлантичного океану. Це одна з найвіддаленіших на планеті заселена місцевість. Від берегів ПАР до острова понад 2700 кілометрів, від берегів Південної Америки — 3250 кілометрів. Найближчий населений пункт — на острові святої Олени, віддалений приблизно на 2450 кілометрів. Площа острова Тристан да Кунья менше 100 квадратних кілометрів, а весь острів, по суті, це вулкан королеви Марії (Пік королеви Марії). Тому місця на ньому для проживання людей і бухт для кораблів зовсім мало — тільки в його північно-західній частині. 
Перші поселенці з'явилися тут на початку XIX століття. Американці намагалися створити на острові свою комуну, У 1817 році на острові був побудований форт Малкольм, де несла службу приблизно рота солдат. Зараз населення становить близько 300 осіб і за своїм походженням ці люди є нащадками британських, американських, голландських, італійських та інших переселенців.
Вулкан Королеви Марії двічі вивергався за останні 100 років, і щоразу остров'янам доводилося на кілька років залишати свій край. Але згодом вони поверталися назад.